# Araeomorpha limnophila
Araeomorpha limnophila is een vlinder uit de familie van de grasmotten (Crambidae), uit de onderfamilie van de Acentropinae. De wetenschappelijke naam van deze soort is voor het eerst gepubliceerd in 1937 door Alfred Jefferis Turner.
De soort komt voor in Australië.